# Campeonato Mundial de Atletismo Juvenil de 2007
O Campeonato Mundial de Atletismo Juvenil de 2007 foi a quinta edição do Campeonato Mundial de Atletismo Juvenil. O campeonato foi realizado em Ostrava, na República Tcheca, de 11 a 15 de julho de 2007.

## Resultados

### Masculino
| Evento                 | Ouro                                                                                 | Ouro        | Prata                                                               | Prata       | Bronze                                                                  | Bronze      |
| ---------------------- | ------------------------------------------------------------------------------------ | ----------- | ------------------------------------------------------------------- | ----------- | ----------------------------------------------------------------------- | ----------- |
| 100 m                  | Dexter Lee · Jamaica                                                                 | 10.51       | Nickel Ashmeade · Jamaica                                           | 10.54       | Kenneth Gilstrap · Estados Unidos                                       | 10.65       |
| 200 m                  | Ramone McKenzie · Jamaica                                                            | 20.67       | Ramil Guliyev · Azerbaijão                                          | 20.72       | Nickel Ashmeade · Jamaica                                               | 20.76 PB    |
| 400 m                  | Christopher Clarke · Reino Unido                                                     | 46.74       | Kirani James · Granada                                              | 46.96 PB    | Vladimir Krasnov · Rússia                                               | 47.03       |
| 800 m                  | Geoffrey Kibet · Quênia                                                              | 1:49.99     | Ali Al-Deraan · Arábia Saudita                                      | 1:50.10     | Amine El Manaoui · Marrocos                                             | 1:50.12 PB  |
| 1500 m                 | Fredrick Ndunge Musyoki · Quênia                                                     | 3:44.27 PB  | Josphat Kithii Mitunga · Quênia                                     | 3:44.68     | Dawit Wolde · Etiópia                                                   | 3:45.03 PB  |
| 3000 m                 | Daniel Salel Lemashon · Quênia                                                       | 7:57.18 PB  | Lucas Rotich Kimeli · Quênia                                        | 7:59.67 PB  | Hicham El Amrani · Marrocos                                             | 8:00.98 PB  |
| 2000 m Obs.            | Legese Lamiso · Etiópia                                                              | 5:30.81 WYL | Silas Kitum Kosgei · Quênia                                         | 5:32.88 PB  | Abdellah Dacha · Marrocos                                               | 5:34.49 PB  |
| 110 m B 91.4 cm        | Wayne Davis · Estados Unidos                                                         | 13.18 WYR   | William Wynne · Estados Unidos                                      | 13.44 PB    | Denis Semyonov · Cazaquistão                                            | 13.82 PB    |
| 400 m B 84.0 cm        | William Wynne · Estados Unidos                                                       | 49.01 WYR   | Reginald Wyatt · Estados Unidos                                     | 50.33 PB    | Amaurys R. Valle · Cuba                                                 | 50.37 PB    |
| Marcha atlética 10 km  | Stanislav Emelyanov · Rússia                                                         | 41:49.91 CR | Daniel Pedro Gomez · México                                         | 43:11.87 PB | Vito Di Bari · Itália                                                   | 43:36.13 PB |
| Revezamento medley     | Estados Unidos · Isaiah Sweeney · Kenneth Gilstrap · William Wynne · Danzell Fortson | 1:51.34 WYL | Japão · Seiya Hane · Daizo Hamano · Hiroyuki Kubota · Akihiro Urano | 1:51.42 PB  | Jamaica · Dexter Lee · Ramone McKenzie · Nickel Ashmeade · Dwayne Extol | 1:52.18 PB  |
| Salto em altura        | Wang Chen · China                                                                    | 2.22 WYL    | Sergey Mudrov · Rússia                                              | 2.22 WYL    | Josh Hall · Austrália                                                   | 2.20 PB     |
| Salto com vara         | Nico Weiler · Alemanha                                                               | 5.26 CR     | Manuel Concepción · Espanha                                         | 4.85        | Shota Doi · Japão                                                       | 4.85        |
| Salto em distância     | Yasumichi Konishi · Japão                                                            | 7.52        | Daisuke Yoshiyama · Japão                                           | 7.32        | Christian Taylor · Estados Unidos                                       | 7.29 PB     |
| Salto triplo           | Christian Taylor · Estados Unidos                                                    | 15.98 WYL   | Aleksey Fedorov · Rússia                                            | 15.59 PB    | Gennadiy Chudinov · Rússia                                              | 15.54 PB    |
| Arremesso de peso 5 kg | David Storl · Alemanha                                                               | 21.40 WYL   | Marin Premeru · Croácia                                             | 20.42       | Dmytro Savytskyy · Ucrânia                                              | 20.15       |
| Disco 1.500 kg         | Mykyta Nesterenko · Ucrânia                                                          | 68.54       | Marin Premeru · Croácia                                             | 64.20 PB    | Andrius Gudzius · Lituânia                                              | 61.59 PB    |
| Martelo 5 kg           | Andriy Martynyuk · Ucrânia                                                           | 76.09       | Daniel Szabo · Hungria                                              | 75.30 PB    | Richard Olbrich · Alemanha                                              | 75.18       |
| Dardo 700 g            | Tuomas Laaksonen · Finlândia                                                         | 79.71 WYL   | Hamish Peacock · Austrália                                          | 76.31 PB    | Edgars Rutins · Letónia                                                 | 74.65 PB    |
| Octatlo                | Shane Brathwaite · Barbados                                                          | 6261 WYL    | Jaroslav Hedvicak · Chéquia                                         | 6212 PB     | Adam Bevis · Austrália                                                  | 6212 PB     |

### Feminino
| Evento               | Ouro                                                                              | Ouro         | Prata                                                                    | Prata       | Bronze                                                                        | Bronze      |
| -------------------- | --------------------------------------------------------------------------------- | ------------ | ------------------------------------------------------------------------ | ----------- | ----------------------------------------------------------------------------- | ----------- |
| 100 m                | Asha Philip · Reino Unido                                                         | 11.46        | Rosangela Santos · Brasil                                                | 11.46 PB    | Ashlee Nelson · Reino Unido                                                   | 11.58       |
| 200 m                | Barbara Leoncio · Brasil                                                          | 23.50 PB     | Chalonda Goodman · Estados Unidos                                        | 23.54       | Nivea Smith · Bahamas                                                         | 23.69       |
| 400 m                | Yuliya Baraley · Ucrânia                                                          | 53.57        | Latoya McDermott · Jamaica                                               | 54.12       | Alexandra Štukova · Eslováquia                                                | 54.46       |
| 800 m                | Elena Mirela Lavric · Roménia                                                     | 2:04.29      | Alison Leonard · Reino Unido                                             | 2:05.36     | Juana Ivis Mendez · Cuba                                                      | 2:05.42 PB  |
| 1500 m               | Sammary Cherotich · Quênia                                                        | 4:15.47 PB   | Jordan Hasay · Estados Unidos                                            | 4:17.24     | Sheila Chepkirui Kiprotich · Quênia                                           | 4:19.26 SB  |
| 3000 m               | Mercy Cherono · Quênia                                                            | 9:12.70 PB   | Mahlet Melese · Etiópia                                                  | 9:13.77     | Sule Utura · Etiópia                                                          | 9:14.82     |
| 100 m B 76.2 cm      | Julian Purvis · Estados Unidos                                                    | 13.41 PB     | Shermaine Williams · Jamaica                                             | 13.48       | Anne Zagre · Bélgica                                                          | 13.58 PB    |
| 400 m B              | Dalilah Muhammad · Estados Unidos                                                 | 57.25        | Andreea Ionescu · Roménia                                                | 57.33 PB    | Ryann Krais · Estados Unidos                                                  | 57.50       |
| 2000 m Obs.          | Caroline Tuigong · Quênia                                                         | 6:22.30 CR   | Christine Mayanga · Quênia                                               | 6:22.49 PB  | Karoline Bjerkeli Grøvdal · Noruega                                           | 6:25.30 SB  |
| Marcha atlética 5 km | Tatyana Kalmykova · Rússia                                                        | 20:28.05 WYR | Irina Yumanova · Rússia                                                  | 21:21.14 PB | Panayiota Tsinopoulou · Grécia                                                | 22:49.15 PB |
| Revezamento medley   | Estados Unidos · Chalonda Goodman · Ashton Purvis · Ryann Krais · Erica Alexander | 2:05.74 WYL  | Jamaica · Gayon Evans · Jura Levy · Shana-Gaye Tracey · Latoya McDermott | 2:06.77 PB  | Canadá · Loudia Laarman · Christabel Nettey · Alyssa Johnson · Natalie Geiger | 2:09.08 SB  |
| Salto em altura      | Natalya Mamlina · Rússia                                                          | 1.89 WYL     | Misha-Gaye DaCosta · Jamaica                                             | 1.84 PB     | Aleksandrina Klimentinova · Bulgária · Elena Vallortigara · Itália            | 1.81        |
| Salto com vara       | Vicky Parnov · Austrália                                                          | 4.35 CR      | Ekaterini Stefanidi · Grécia                                             | 4.25 SB     | Petra Olsen · Suécia                                                          | 4.05        |
| Salto em distância   | Darya Klishina · Rússia                                                           | 6.47 CR      | Ivana Španovic · Sérvia                                                  | 6.41 SB     | Mariya Shumilova · Rússia                                                     | 6.29        |
| Salto triplo         | Dailenis Alcantara · Cuba                                                         | 13.63        | Yosleidis Rivalta · Cuba                                                 | 13.32 SB    | Maja Bratkic · Eslovênia                                                      | 12.96       |
| Arremesso de peso    | Aliona Hryshko · Bielorrússia                                                     | 15.91 PB     | Samira Burkhardt · Alemanha                                              | 15.36       | Sophie Kleeberg · Alemanha                                                    | 14.94 PB    |
| Disco                | Julia Fischer · Alemanha                                                          | 51.39 PB     | Sandra Perkovic · Croácia                                                | 51.25       | Jin Yuanyan · China                                                           | 51.20       |
| Martelo              | Bianca Perie · Roménia                                                            | 64.61 CR     | Andriana Papadopoulou-Fatala · Grécia                                    | 56.32       | Barbara Špiler · Eslovênia                                                    | 55.97       |
| Dardo                | Tazmin Brits · África do Sul                                                      | 51.71        | Carita Hinkka · Finlândia                                                | 51.61       | Sini Kiiski · Finlândia                                                       | 50.75 SB    |
| Heptatlo             | Katerina Cachova · Chéquia                                                        | 5641 WYL     | Carolin Schafer · Alemanha                                               | 5544 PB     | Elisa-Sophie Dobel · Alemanha                                                 | 5494 PB     |

## Quadro de medalhas
| Ordem | País           | Medalha de ouro | Medalha de prata | Medalha de bronze | Total |
| ----- | -------------- | --------------- | ---------------- | ----------------- | ----- |
| 1     | Estados Unidos | 7               | 4                | 3                 | 14    |
| 2     | Quênia         | 6               | 4                | 1                 | 11    |
| 3     | Rússia         | 4               | 3                | 3                 | 10    |
| 4     | Alemanha       | 3               | 2                | 3                 | 8     |
| 5     | Ucrânia        | 3               | 0                | 1                 | 4     |
| 6     | Jamaica        | 2               | 5                | 2                 | 9     |
| 7     | Reino Unido    | 2               | 1                | 1                 | 4     |
| 8     | Roménia        | 2               | 1                | 0                 | 3     |
| 9     | Japão          | 1               | 3                | 0                 | 4     |
| 10    | Austrália      | 1               | 1                | 2                 | 4     |
| 10    | Cuba           | 1               | 1                | 2                 | 4     |
| 10    | Etiópia        | 1               | 1                | 2                 | 4     |
| 13    | Finlândia      | 1               | 1                | 1                 | 3     |
| 14    | Brasil         | 1               | 1                | 0                 | 2     |
| 14    | Chéquia        | 1               | 1                | 0                 | 2     |
| 16    | China          | 1               | 0                | 1                 | 2     |
| 17    | Barbados       | 1               | 0                | 0                 | 1     |
| 17    | Bielorrússia   | 1               | 0                | 0                 | 1     |
| 17    | África do Sul  | 1               | 0                | 0                 | 1     |
| 20    | Croácia        | 0               | 3                | 0                 | 3     |
| 21    | Grécia         | 0               | 2                | 1                 | 3     |
| 22    | Azerbaijão     | 0               | 1                | 0                 | 1     |
| 22    | Granada        | 0               | 1                | 0                 | 1     |
| 22    | Hungria        | 0               | 1                | 0                 | 1     |
| 22    | México         | 0               | 1                | 0                 | 1     |
| 22    | Arábia Saudita | 0               | 1                | 0                 | 1     |
| 22    | Sérvia         | 0               | 1                | 0                 | 1     |
| 22    | Espanha        | 0               | 1                | 0                 | 1     |
| 29    | Marrocos       | 0               | 0                | 3                 | 3     |
| 30    | Itália         | 0               | 0                | 2                 | 2     |
| 30    | Eslovênia      | 0               | 0                | 2                 | 2     |
| 32    | Bahamas        | 0               | 0                | 1                 | 1     |
| 32    | Bélgica        | 0               | 0                | 1                 | 1     |
| 32    | Bulgária       | 0               | 0                | 1                 | 1     |
| 32    | Canadá         | 0               | 0                | 1                 | 1     |
| 32    | Cazaquistão    | 0               | 0                | 1                 | 1     |
| 32    | Letónia        | 0               | 0                | 1                 | 1     |
| 32    | Lituânia       | 0               | 0                | 1                 | 1     |
| 32    | Noruega        | 0               | 0                | 1                 | 1     |
| 32    | Eslováquia     | 0               | 0                | 1                 | 1     |
| 32    | Suécia         | 0               | 0                | 1                 | 1     |